# Achito Vivas
Adelmo Achito Vivas (ur. 1 marca 1934 w Buenaventura) – kolumbijski piłkarz, bramkarz.
Występował w zespole Deportivo Pereira.
Znalazł się w składzie na Mistrzostwa Świata 1962, ale nie zagrał w żadnym meczu.